# Når naturen kalder (film fra 1923)
 For alternative betydninger, se Når naturen kalder (flertydig). (Se også artikler, som begynder med Når naturen kalder)
Når naturen kalder (originaltitel: The Call of the Wild) er en amerikansk stumfilm fra 1923 skrevet og instrueret af Fred Jackman og produceret af Hal Roach. Filmen er baseret på Jack Londons roman fra 1903 af samme navn.
Filmen blev udgivet i USA den 23. september 1923 og distribueret af Pathé Exchange, et amerikansk datterselskab til franske Pathé Frères. Filmen havde dansk premiere den 26. februar 1924 i Kinopalæet på Frederiksberg.

## Handling
Hunden Buck bliver som hvalp givet som julegave til en lille pige i en lykkelig familie. Han vokser op som en trofast og kærlig ven af børnene, indtil han en dag bliver stjålet og solgt som slædehund i Klondike. Her, under grusom behandling, får han mange erfaringer, gode og dårlige, og udvikler en skarp modvilje mod den mand, der stjal ham og tvang ham til underkastelse. Den ene oplevelse følger den anden for Buck, indtil han finder en rigtig ven i sin sidste mester, som han beviser sin trofasthed over for i filmens klimaks.

## Medvirkende
- Jack Mulhall som John Thornton
- Walter Long som Hagin
- Sidney D'Albrook som Charles
- Laura Roessing som Mercedes
- Frank Butler som Hal
- Lassie Lou Ahern